# Montigny-la-Resle
Montigny-la-Resle là một xã của Pháp,tọa lạc ở tỉnh Yonne trong vùng Bourgogne của Pháp. Tuyến quốc lộ 77 chạy qua đây. Xã này giáp với rừng Saint-Germain.

Montigny-la-Resle là một phần của khu vực đô thị Auxerre, là một bộ phận của Cộng đồng các xã Auxerrois

## Hành chính
| Danh sách các thị trưởng               |           |                |      |         |
| Giai đoạn                              | Giai đoạn | Tên            | Đảng | Tư cách |
| tháng 3 năm 2001                       |           | Gérard Pascaud |      |         |
| Tất cả các dữ liệu trước đây không rõ. |           |                |      |         |

## Thông tin nhân khẩu
| Năm | 1962 | 1968 | 1975 | 1982 | 1990 | 1999 |
| --- | ---- | ---- | ---- | ---- | ---- | ---- |
| Dân số | 416  | 419  | 359  | 496  | 548  | 548  |
| From the year 1962 on: No double counting—residents of multiple communes (e.g. students and military personnel) are counted only once. |      |      |      |      |      |      |